# Бакунино (Московская область)
Баку́нино — деревня в городском округе Коломна Московской области. Население — 278 чел. (2021). До 2017 года относилась к сельскому поселению Радужное Коломенского муниципального района.

## Географическое положение

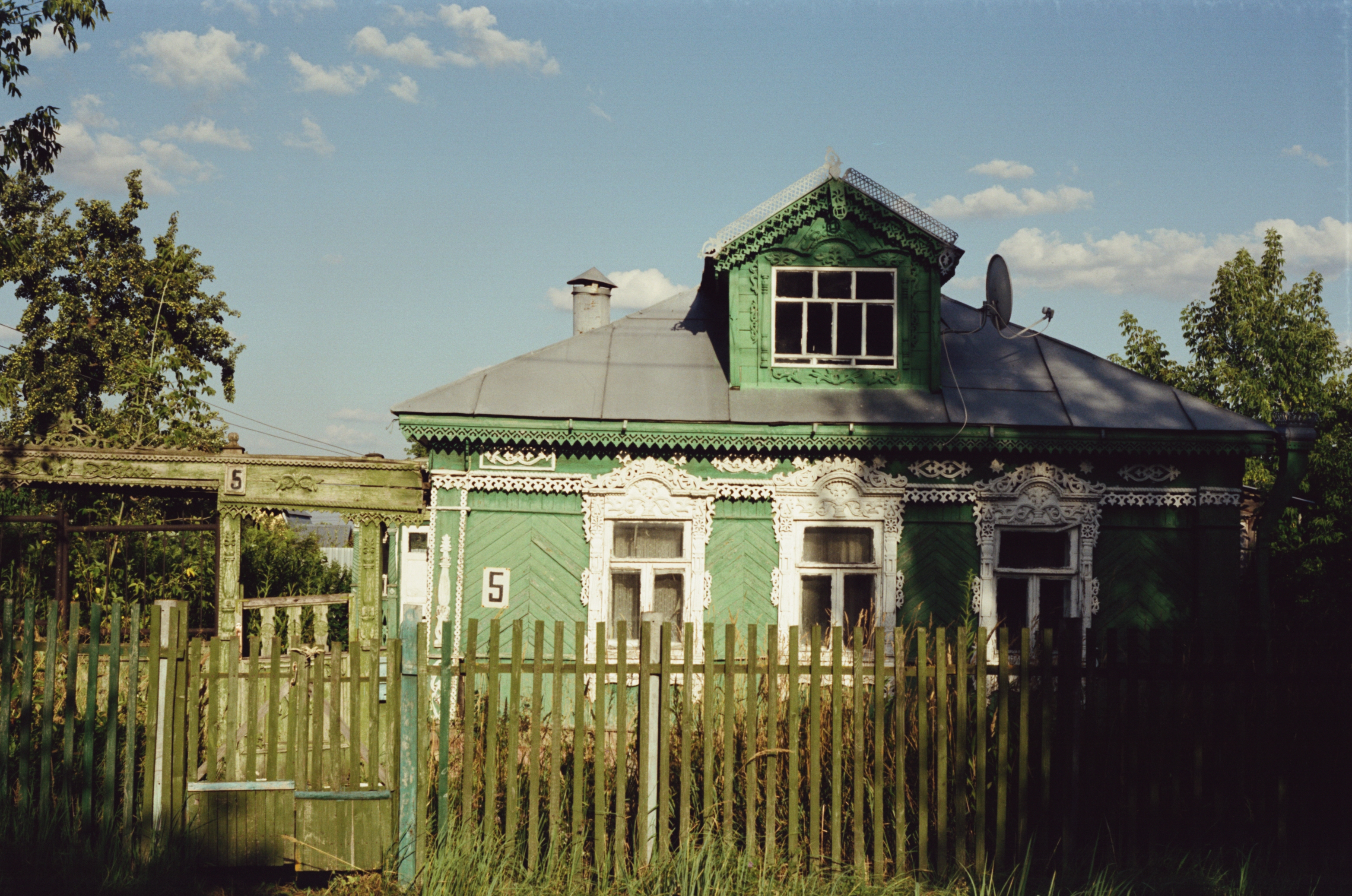
Деревянный дом с воротами в деревне Бакунино

Деревня находится между посёлком Радужным и селом Северским. Также деревня имеет выход через поля к реке Москва и селу Никульское. В деревне находится небольшой пруд, который в последнее время засыхает и экологическая ситуация ставится негативной из-за постройки в 2013 химического завода по производству битума (ООО «Ревокот Мастики»).

## История
Название деревни не имеет отношения к известному анархисту Михаилу Бакунину.

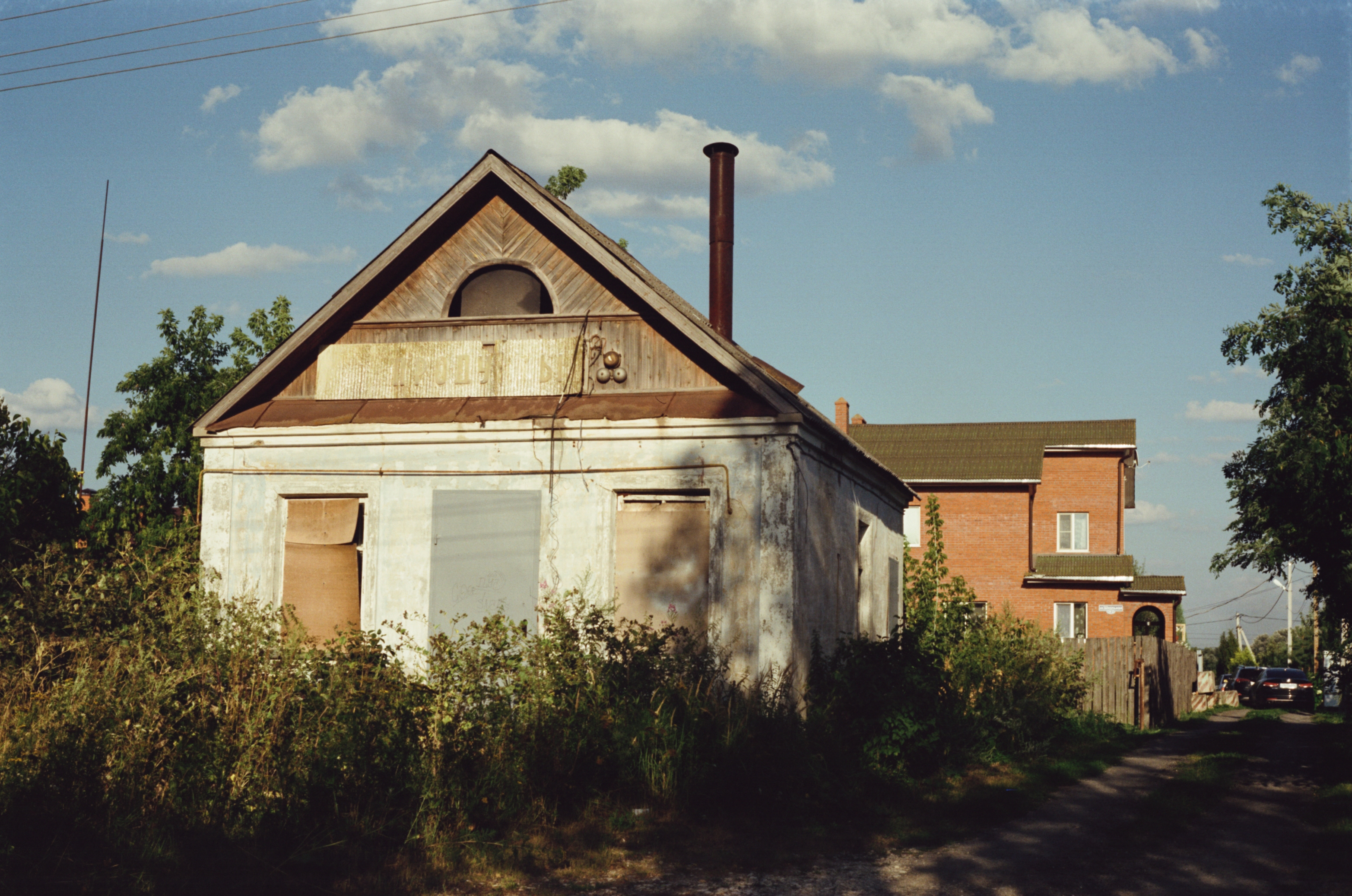
Закрытый магазин в центре деревни Бакунино (2021)

Во время войны по территории деревни пролегал 12-километровый противотанковый ров Колычево — Бакунино.
С 1952 года в Бакунино находится пчеловодный комбинат «Коломенский» (формальный адрес офиса предприятия — посёлок Радужное).
В настоящее время на территории деревни, имеется магазин у остановки «Воскозавод», а также с 12 декабря 2013 на территории деревни был открыт битумный завод ООО «Ревокот Мастики» — российское представительство французской компании AXSON FRANCE S.A.S, специализируется в производстве и реализации гидро- и звукоизоляционных, антикоррозионных покрытий и клеёв для автомобильной промышленности. С предприятием сотрудничают как российские автопроизводители (Автоваз, УАЗ, Урал), так и зарубежные (Hyundai, Renault, Nissan, PSMA Rus (Pegeout Citroen Mitsubishi).

## Население
| 2002 | 2006 | 2010 | 2014 | 2021 |
| ---- | ---- | ---- | ---- | ---- |
| 202  | ↗228 | ↘199 | ↗254 | ↗278 |